# Ліза Смедмен
Ліза Смедмен (англ. Lisa Smedman) — канадська журналістка, редакторка й авторка творів у жанрах наукової фантастики та фентезі. Відома, головним чином, завдяки своїй участі в розробці міжавторського сеттингу Forgotten Realms та інших світів Dungeons & Dragons.

## Життєпис
Ліза Смедмен народилася в 1959 році й виросла у Північному Ванкувері (передмістя Ванкувера), провінція Британська Колумбія.
Смедмен отримала ступінь бакалавра з антропології в Університеті Британської Колумбії і диплом з журналістики в ванкуверському Лангара-Коледж (Langara College). Відразу після навчання влаштувалася на посаду укладача в одне з місцевих видавництв. Надалі майже двадцять років вона пропрацювала в різних виданнях журналістом і редактором, в тому числі в газетах Richmond Review, Langley Times і журналі Sounder. Нині вона є редакторкою тижневика Vancouver Courier, де веде присвячену місцевій історії колонку History's Lens.
У 1981 році вона відкрила для себе Dungeons & Dragons, серйозно захопилася рольовими іграми та досить швидко стала Данжі-майстром. У кінці 1980-х Смедмен стала писати для ігрового журналу Dragon, в 1993 році створила свій перший ігровий сценарій для TSR, Inc., творців системи Dungeons & Dragons, а за наступні три роки склала ще десять пригод для TSR і надалі продовжила придумувати ігрові модулі. Ліза Смедмен стала одним з творців журналу Adventures Unlimited, який публікує сценарії й поради для любителів рольових ігор. Вона створювала сценарії пригод і складала розповіді для двох лінійок рольових ігор за правилами Advanced Dungeons & Dragon — Ravenloft і Dark Sun. Також вона створювала ігрові продукти для ігрових систем Star Wars Roleplaying Game, The World of Indiana Jones, Shatterzone, Cyberpunk 2020,  Immortal, Millennium's End і Deadlands.

## Особисте життя
Ліза Смедмен живе в канадському місті Річмонд (провінція Британська Колумбія) зі своєю партнеркою (дружиною, як сказано на сайті письменниці), з якою вони оформили шлюб у липні 2004 року. Вони удвох ростять маленького сина Смедмен.